# Kétszínű négerpinty
A kétszínű négerpinty (Nigrita bicolor) a madarak osztályának a verébalakúak (Passeriformes) rendjébe, ezen belül a díszpintyfélék (Estrildidae) családjába tartozó faj.

## Előfordulása
Afrika belső és nyugati részén, Angola, Benin, Bissau-Guinea, Kamerun, a Közép-afrikai Köztársaság, a Kongói Demokratikus Köztársaság, a  Kongói Köztársaság, Elefántcsontpart, Egyenlítői-Guinea, Gabon, Gambia, Ghána, Guinea, Libéria, Mali, Nigéria, São Tomé és Príncipe, Szenegál, Sierra Leone, Togo és Uganda területén honos.

## Alfajai
- Nigrita bicolor bicolor (Hartlaub, 1844)
- Nigrita bicolor saturatior (Reichenow, 1902)
- Nigrita bicolor brunnescens (Reichenow, 1902)

## Megjelenése
11–12 cm nagyságú, a hím alsó része, a fejoldalak, a kantár és a homlok barna. Felül palaszürke, szürkésbarna, a szárnyak és farktollak feketék. A láb sötétbarna, a szem barna vagy vörös, kékesszürke szemgyűrűvel. A csőr fekete színű. A tojó alul világosabb barna színű.

## Életmódja
Az erdők lakója. Főleg rovarokat fogyaszt.
Párban vagy kisebb csapatokban jár tápláléka után.

## Szaporodása
Fészekalja 4-5 tojásból áll.